# 2556 Louise
A 2556 Louise (ideiglenes jelöléssel 1981 CS) a Naprendszer kisbolygóövében található aszteroida. Norman G. Thomas fedezte fel 1981. február 8-án.